# Felinia
Felinia is een geslacht van vlinders van de familie spinneruilen (Erebidae), uit de onderfamilie Calpinae.

## Soorten
- F. antecedens Walker, 1857
- F. magniplaga Walker, 1858
- F. precedens Walker, 1857
- F. spissa Guenée, 1852
- F. subapicalis Walker, 1870
- F. turbata Walker, 1858